# Huaxiagnathus
Huaxiagnathus ("Kinesisk käke") var en dinosaurie (theropoda) som levde i Liaoning, Kina. De funna fossilen dateras till början av kritaperioden. Huaxiagnathus var en Compsognathid, och troligen släkt med Sinosauropteryx.

## Beskrivning av Huaxiagnathus
Huaxiagnathus var stor för en Compsognathid. Den blev upp till 1, 8 meter lång, jämfört med Compsognathus, som var stor som en höna. Huaxiagnathus var dock en typisk coelurosaurie, som gick på långa bakben, hade slank kropp och lång, smal svans. Huvudet och käftarna var långsmala, och ögonen var ganska stora. Frambenen var korta och hade krökta klor som kan ha använts till att hålla födan med.